# Sisicottus
Genre
Sisicottus est un genre d'araignées aranéomorphes de la famille des Linyphiidae.

## Distribution
Les espèces de ce genre se rencontrent aux États-Unis, au Canada et en Russie aux îles Kouriles.

## Liste des espèces
Selon World Spider Catalog (version 16.5, 30/11/2015) :
- Sisicottus aenigmaticus Miller, 1999
- Sisicottus crossoclavis Miller, 1999
- Sisicottus cynthiae Miller, 1999
- Sisicottus montanus (Emerton, 1882)
- Sisicottus montigenus Bishop & Crosby, 1938
- Sisicottus nesides (Chamberlin, 1921)
- Sisicottus orites (Chamberlin, 1919)
- Sisicottus panopeus Miller, 1999
- Sisicottus quoylei Miller, 1999

## Publication originale
- Bishop & Crosby, 1938 : Studies in Ameran spiders: Miscellaneous genera of Erigoneae, Part II. Journal of the New York Entomological Society, vol. 46, p. 55-107.